# 阿克曼轉向幾何

阿克曼轉向幾何（英語：Ackermann steering geometry）是一種為了解決交通工具轉彎時，內外轉向輪路徑指向的圓心不同的幾何學，
這個想法是由德国车辆工程师于1817年提出的，之后由他的英国代理商Rudolph Ackermann于1818年提出專利。另一方面，伊拉斯謨斯·達爾文可能早在1758年就提出了这一想法。
同樣的想法在1870也由法國的Bollée和Jeantaud 發展了出來。
依據阿克曼轉向幾何設計的車輛，沿著彎道轉彎時，利用四連桿的相等曲柄使內側輪的轉向角比外側輪大大約2~4度，使四個輪子路徑的圓心大致上交會於後軸的延長線上瞬時轉向中心，讓車輛可以順暢的轉彎。